# Sportjahr 1943
Liste der Sportjahre

◄◄ | ◄ | 1939 | 1940 | 1941 | 1942 | Sportjahr 1943 | 1944 | 1945 | 1946 | 1947 | ► | ►►

Weitere Ereignisse

## Badminton
Höhepunkt des Badmintonjahres 1943 waren die French Open. Skandinavien, Indien und Frankreich waren die Zentren der Sportart im fünften Kriegsjahr. Der internationale Spielbetrieb war nahezu vollständig unmöglich, auch waren nationale Titelkämpfe äußerst rar.

### Internationale Veranstaltungen
| Veranstaltung | Herreneinzel   | Dameneinzel   | Herrendoppel                 | Damendoppel                    | Mixed                          |
| ------------- | -------------- | ------------- | ---------------------------- | ------------------------------ | ------------------------------ |
| French Open   | Henri Pellizza | Yvonne Girard | Michel Marret Henri Pellizza | Yvonne Girard Madeleine Girard | Michel Marret Madeleine Girard |

### Nationale Meisterschaften
| Veranstaltung | Herreneinzel    | Dameneinzel   | Herrendoppel                 | Damendoppel                 | Mixed                          |
| ------------- | --------------- | ------------- | ---------------------------- | --------------------------- | ------------------------------ |
| Dänemark      | Tage Madsen     | Tonny Olsen   | Jesper Bie Børge Frederiksen | Agnete Friis Tonny Olsen    | Jan Schmidt Jytte Thayssen     |
| Indien        | Prakash Nath    | Tara Deodhar  | Ashok Nath Prakash Nath      | Tara Deodhar Sunder Deodhar | Raja Patwardhan Sunder Deodhar |
| Schweden      | Hasse Petersson | Thyra Hedvall | Helge Paulsson Bengt Polling | Thyra Hedvall Märtha Sköld  | Sven Malmfält Greta Lindahl    |

## Leichtathletik
- 30. Mai – Fanny Blankers-Koen sprang in der Kategorie der Damen 1,71 m.
- 16. September – Arne Andersson, Schweden, lief die 1500 Meter der Herren in 3:45,0 min.

## Geboren

### Januar
- 01. Januar: František Řezáč, tschechoslowakischer Radrennfahrer († 1979)
- 05. Januar: Ignace van Swieten, niederländischer Fußballschiedsrichter († 2005)
- 06. Januar: Terry Venables, englischer Fußballspieler und -trainer († 2023)
- 14. Januar: Manfred Wolke, deutscher Olympiasieger im Boxen und Boxtrainer († 2024)
- 18. Januar: Wladimir Fedotow, russischer Fußballspieler und -trainer († 2009)
- 24. Januar: Trevor Burton, britischer Stabhochspringer
- 24. Januar: Tony Trimmer, britischer Automobilrennfahrer
- 24. Januar: Manuel Velázquez, spanischer Fußballspieler († 2016)
- 30. Januar: Bernd Munck, deutscher Handballspieler

### Februar
- 02. Februar: Dieter Braun, deutscher Motorradrennfahrer
- 02. Februar: Klaus Lisiewicz, deutscher Fußballspieler

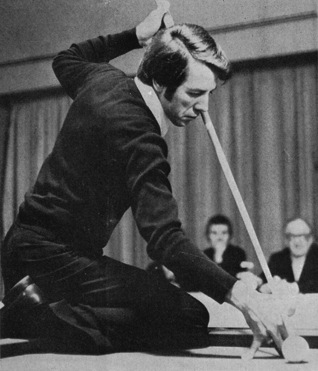
Dieter Müller

- 02. Februar: Dieter Müller, deutscher Karambolagespieler und Weltmeister
- 04. Februar: Swetlana Babanina, sowjetisch-russische Schwimmerin
- 05. Februar: Craig Morton, US-amerikanischer American-Football-Spieler
- 06. Februar: Gisela Hoey-Meeser, deutsche Handballspielerin
- 09. Februar: Rüdiger Schmidtke, deutscher Boxer († 2022)
- 12. Februar: Manfred Schaefer, australischer Fußballspieler und -trainer († 2023)
- 19. Februar: Jan de Rooy, niederländischer Unternehmer und Automobilrennfahrer († 2024)
- 21. Februar: Louis Jauffret, französischer Skirennläufer
- 22. Februar: Jean-Luc Maury-Laribière, französischer Automobilrennfahrer und Unternehmer
- 24. Februar: Gigi Meroni, italienischer Fußballspieler († 1967)
- 24. Februar: Franco Patria, italienischer Automobilrennfahrer († 1964)
- 25. Februar: Jürgen Lässig, deutscher Automobilrennfahrer († 2022)
- 25. Februar: Julien Stevens, belgischer Radrennfahrer
- 27. Februar: Carlos Parreira, brasilianischer Fußballtrainer

### März
- 01. März: Akinori Nakayama, japanischer Kunstturner († 2025)
- 06. März: Jean-Louis Ravenel, französischer Automobilrennfahrer
- 09. März: Bobby Fischer, US-amerikanischer Schachspieler († 2008)
- 10. März: Rodney Gould, britischer Motorradrennfahrer († 2024)
- 10. März: Wiktor Igumenow, sowjetisch-russischer Ringer
- 11. März: Arturo Merzario, italienischer Automobilrennfahrer und Teambesitzer
- 13. März: Mike Fisher, US-amerikanischer Automobilrennfahrer
- 13. März: Gianni Motta, italienischer Radrennfahrer
- 13. März: Giancarlo De Sisti, italienischer Fußballspieler und -trainer
- 14. März: Bernd Patzke, deutscher Fußballspieler
- 15. März: Frank Wiegand, deutscher Schwimmer (DDR)
- 16. März: Hans Heyer, deutscher Automobilrennfahrer
- 16. März: Josef Rose, deutscher Handballspieler und -trainer
- 19. März: Vern Schuppan, australischer Automobilrennfahrer und Rennwagenkonstrukteur
- 21. März: Luigi Agnolin, italienischer Fußballschiedsrichter († 2018)
- 23. März: Pawel Lednjow, sowjetischer Moderner Fünfkämpfer und Olympiasieger († 2010)
- 24. März: Marika Kilius, deutsche Eiskunstläuferin

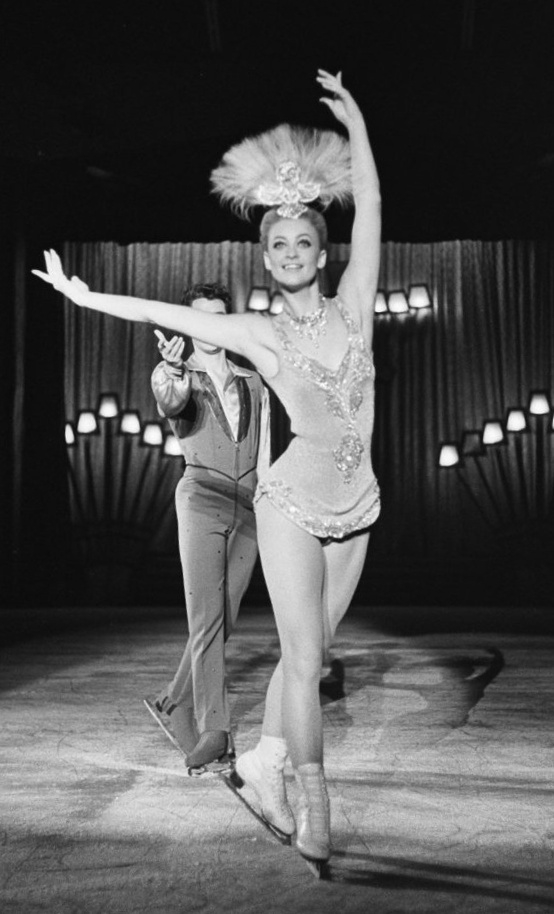
Marika Kilius

- 25. März: Heinz Flacke, deutscher Handballspieler

### April
- 02. April: Wera Popkowa, sowjetische Sprinterin († 2011)
- 06. April: Gerhard Grimmer, deutscher Skilangläufer und Funktionär († 2023)
- 06. April: Gerhard Steidele, deutscher Judoka
- 07. April: Joaquim Agostinho, portugiesischer Radrennfahrer († 1984)
- 08. April: Eberhard Vogel, deutscher Fußballspieler in der DDR-Oberliga Eberhard Vogel

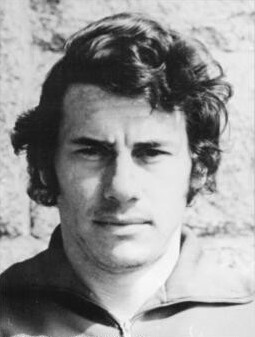
Eberhard Vogel

- 10. April: Tömöriin Artag, mongolischer Ringer († 1993)
- 10. April: Włodzimierz Schmidt, polnischer Schachspieler († 2023)
- 11. April: Bernard Salam, französischer Automobilrennfahrer
- 11. April: Ernst Tippelt, deutscher Fußballspieler († 2025)
- 12. April: Lothar Kobluhn, deutscher Fußballspieler († 2019)
- 14. April: Walter Dießl, österreichischer Zehnkämpfer
- 14. April: Ferfried Prinz von Hohenzollern, deutscher Tourenwagen-Rennfahrer († 2022)
- 15. April: Toine Hezemans, niederländischer Automobilrennfahrer
- 17. April: Jürgen Dueball, deutscher Schach- und Bridgespieler († 2002)
- 18. April: Günter Bartusch, deutscher Motorradrennfahrer († 1971)
- 22. April: Gerhard Prinzing, deutscher Skirennläufer († 2018)
- 23. April: Paul Smart, britischer Motorradrennfahrer († 2021)
- 24. April: Jürgen Blin, deutscher Schwergewichtsboxer († 2022)
- 25. April: Angelo Anquilletti, italienischer Fußballspieler († 2015)
- 27. April: Helmut Marko, österreichischer Automobilrennfahrer

### Mai

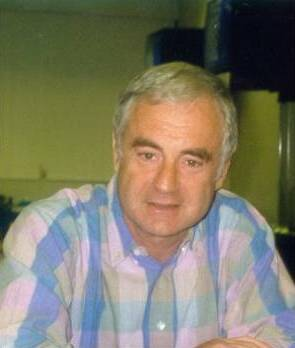
Gennadi Sosonko

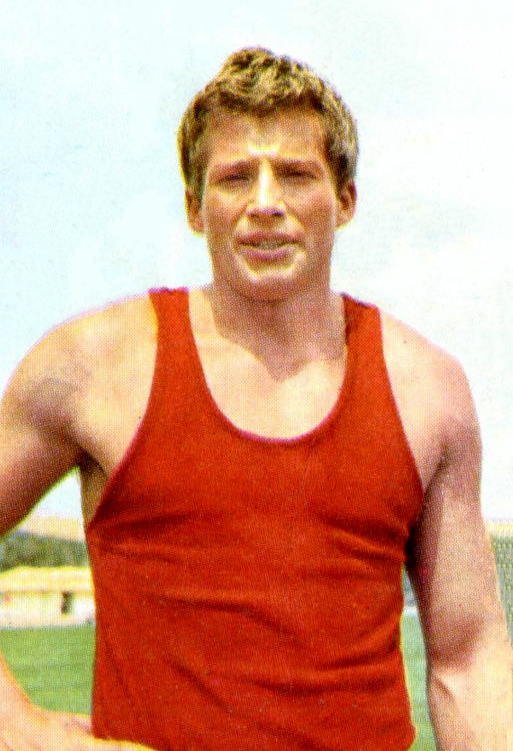
Kurt Bendlin

- 01. Mai: Willi Kraus, deutscher Fußballspieler († 2008)
- 02. Mai: John Goss, australischer Automobilrennfahrer
- 02. Mai: Manfred Schnelldorfer, deutscher Eiskunstläufer und Olympiasieger
- 04. Mai: Georgi Asparuchow, bulgarischer Fußballspieler († 1971)
- 05. Mai: Andy Roxburgh, schottischer Fußballtrainer
- 06. Mai: Wolfgang Reinhardt, deutscher Leichtathlet († 2011)
- 09. Mai: Ove Grahn, schwedischer Fußballspieler († 2007)
- 10. Mai: Andrzej Badeński, polnischer Leichtathlet († 2008)
- 11. Mai: Nancy Greene, kanadische Skirennläuferin
- 12. Mai: Jürgen Barth, deutscher Bahnradsportler († 2011)
- 12. Mai: Jacky Haran, französischer Automobilrennfahrer
- 15. Mai: Mike Campbell, britischer Hochspringer
- 17. Mai: Anne-Charlotte Verney, französische Automobilrennfahrerin
- 17. Mai: Johnny Warren, australischer Fußballspieler († 2004)
- 17. Mai: Walentina Winogradowa, sowjetisch-russische Volleyballspielerin († 2002)
- 18. Mai: Gennadi Sosonko, niederländischer Schach-Großmeister russischer Herkunft
- 19. Mai: Juan Carlos Borteiro, uruguayischer Fußballspieler und -trainer
- 22. Mai: Kurt Bendlin, deutscher Leichtathlet († 2024)
- 26. Mai: Max Mamers, französischer Automobilrennfahrer und Motorsportfunktionär
- 26. Mai: Erica Terpstra, niederländische Schwimmerin, Staatssekretärin und Parlamentsabgeordnete
- 30. Mai: Noriko Nakayama, japanische Badmintonspielerin
- 30. Mai: Francesco Rizzo, italienischer Fußballspieler
- 30. Mai: Gale Sayers, US-amerikanischer American-Football-Spieler († 2020)

### Juni

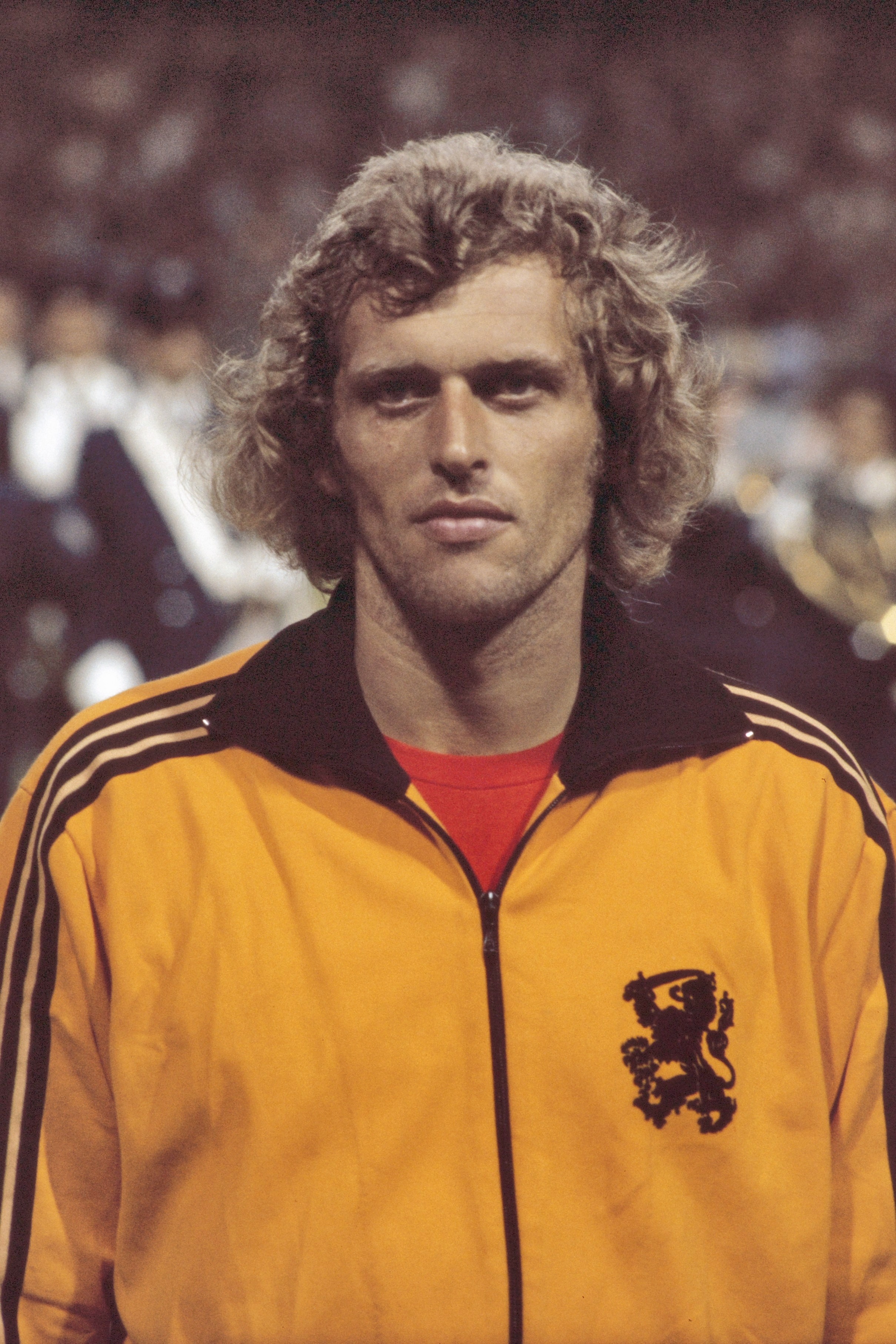
Piet Keizer

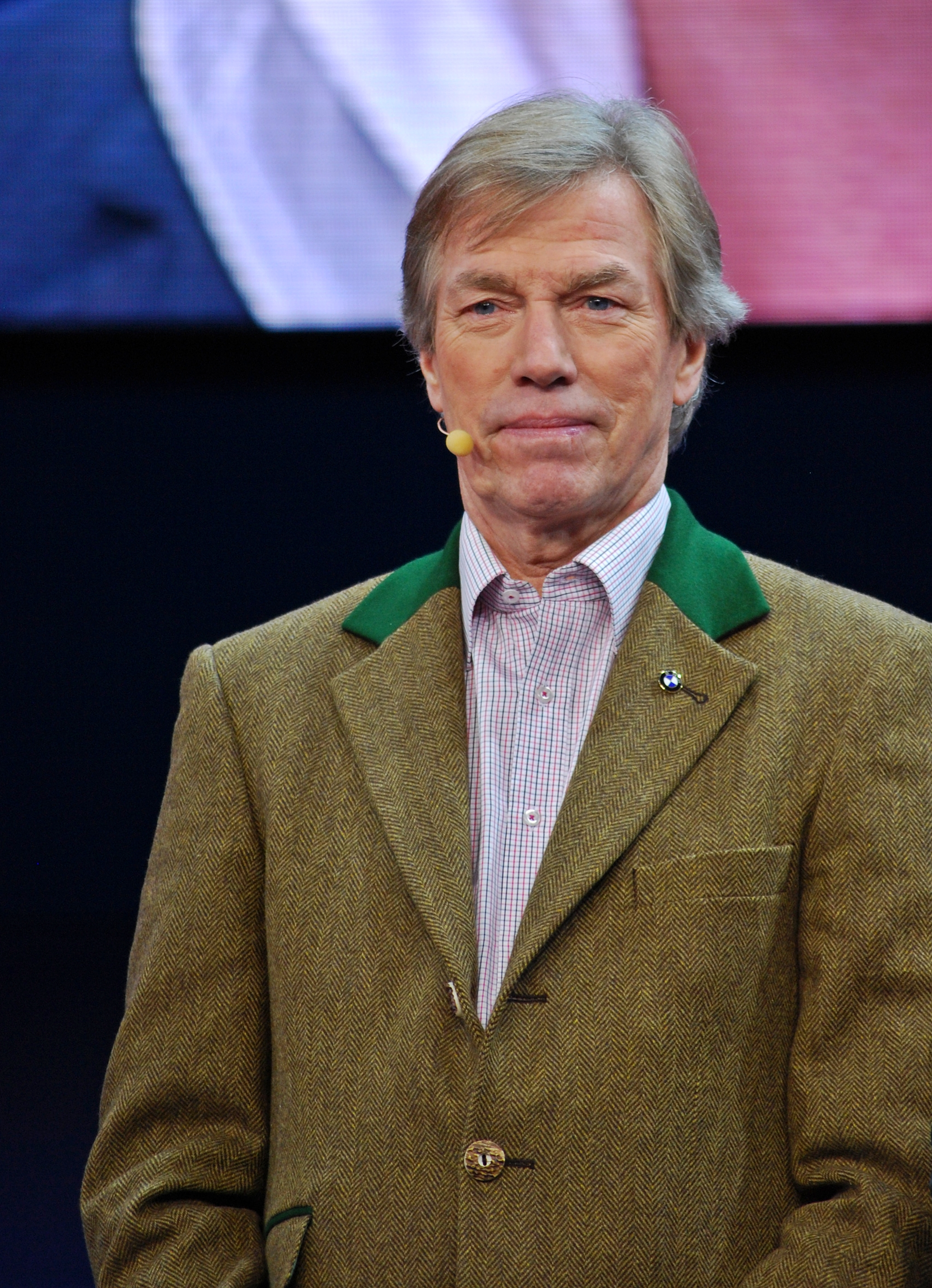
Leopold Prinz von Bayern

- 02. Juni: Udo Röhrig, deutscher Handballspieler und -trainer
- 02. Juni: László Sillai, ungarischer Ringer († 2007)
- 03. Juni: Billy Cunningham, US-amerikanischer Basketballspieler und -trainer
- 08. Juni: Willie Davenport, US-amerikanischer Leichtathlet und Olympiasieger († 2002)
- 14. Juni: Piet Keizer, niederländischer Fußballspieler († 2017)
- 17. Juni: Johann Eigenstiller, österreichischer Fußballspieler († 2025)
- 21. Juni: Beat Fehr, Schweizer Automobilrennfahrer († 1967)
- 21. Juni: Leopold Prinz von Bayern, Automobilrennfahrer und Nachfahre König Ludwig I. von Bayern
- 22. Juni: Emile Antony, luxemburgischer Fußballspieler
- 22. Juni: Simo Lampinen, finnischer Rallyefahrer
- 22. Juni: Marita Lange, deutsche Leichtathletin
- 22. Juni: Lachie Stewart, britischer Leichtathlet († 2025)
- 26. Juni: Stan Barrett, US-amerikanischer Automobilrennfahrer, Stuntman, Stunt-Koordinator und Schauspieler
- 27. Juni: Harm Ottenbros, niederländischer Radrennfahrer († 2022)
- 29. Juni: Gerhard Auer, deutscher Ruderer
- 29. Juni: Leopold Grausam, österreichischer Fußballspieler († 2023)
- 30. Juni: Dieter Kottysch, deutscher Mittelgewichtsboxer († 2017)

### Juli
- 04. Juli: Orestes Rodríguez Vargas, peruanisch-spanischer Schachspieler († 2024)
- 08. Juli: Ricardo Pavoni, uruguayischer Fußballspieler und -trainer
- 10. Juli: Arthur Ashe, US-amerikanischer Tennisspieler († 1993)
- 10. Juli: Peter Effenberger, deutscher Fußballspieler und -trainer
- 11. Juli: Rolf Stommelen, deutscher Automobilrennfahrer († 1983)
- 12. Juli: Cornelius Johnson, US-amerikanischer American-Football-Spieler
- 13. Juli: Fabrizio Poletti, italienischer Fußballspieler
- 15. Juli: Billy Truax, US-amerikanischer American-Football-Spieler
- 16. Juli: Jimmy Johnson, US-amerikanischer American-Football-Trainer
- 17. Juli: Franz-Walter Beyss, deutscher Tischtennisspieler († 2012)
- 17. Juli: Robin Smith, britischer Automobilrennfahrer und Rennstallbesitzer († 2019)
- 20. Juli: Chris Amon, neuseeländischer Automobilrennfahrer († 2016)
- 21. Juli: Boris Botschew, bulgarischer Radrennfahrer
- 22. Juli: Gerd Pigola, deutscher Badmintonspieler und -funktionär
- 24. Juli: Ljudmila Bragina, russische Mittel- und Langstreckenläuferin
- 25. Juli: René Barrientos, philippinischer Boxer

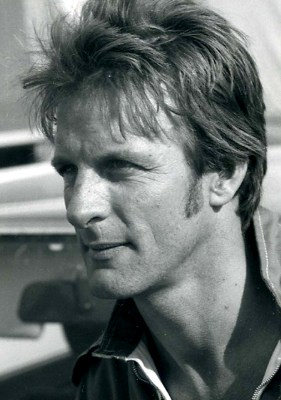
John Button

- 27. Juli: John Button, britischer Automobilrennfahrer († 2014)
- 27. Juli: Max Jean, französischer Automobilrennfahrer
- 28. Juli: Bill Bradley, US-amerikanischer Basketballspieler und Politiker
- 29. Juli: Ingrid Krämer-Gulbin, deutsche Turmspringerin
- 30. Juli: Jean-Pierre Egger, Schweizer Leichtathlet († 2025)
- 31. Juli: Friedrich Roderfeld, deutscher Leichtathlet und Olympiateilnehmer

### August

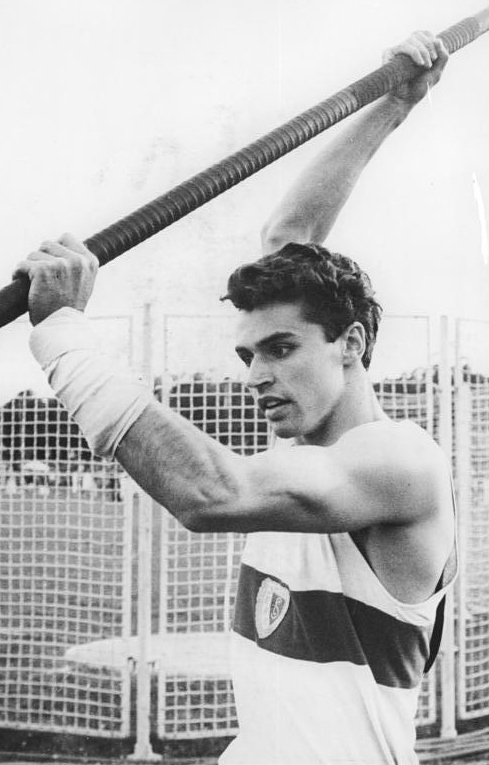
Wolfgang Nordwig

- 04. August: Bjørn Wirkola, norwegischer Skispringer
- 05. August: Leo Kinnunen, finnischer Automobilrennfahrer († 2017)
- 06. August: Helmut Pfleger, deutscher Schachspieler
- 07. August: Brigitte Hoffmann, deutsche Tennisspielerin und Sportwissenschaftlerin
- 09. August: Lubomir Kavalek, US-amerikanischer Schachgroßmeister († 2021)
- 13. August: Paul Alger, deutscher Fußballspieler
- 13. August: Walter Villa, italienischer Motorradrennfahrer († 2002)
- 14. August: Herman Van Springel, belgischer Radrennfahrer († 2022)
- 16. August: Nick Harbaruk, polnisch-kanadischer Eishockeyspieler († 2011)
- 18. August: Karin Burneleit, deutsche Leichtathletin (DDR)
- 18. August: Gianni Rivera, italienischer Fußballspieler
- 18. August: Roberto Rosato, italienischer Fußballspieler († 2010)
- 18. August: Ernesto Soto, venezolanischer Automobilrennfahrer († 1995)
- 25. August: Spartaco Dini, italienischer Automobilrennfahrer († 2019)
- 27. August: Wolfgang Nordwig, deutscher Stabhochspringer und Olympiasieger (DDR)
- 29. August: Jaroslav Kozák, slowakischer Badmintonspieler und -trainer
- 30. August: Jean-Claude Killy, französischer Skirennfahrer

### September
- 01. September: Gerhard Aigner, deutscher Fußballfunktionär († 2024)
- 02. September: Hans-Ulrich Grapenthin, deutscher Fußballspieler
- 03. September: Dieter Mietz, deutscher Fußballspieler
- 04. September: Giuseppe Gentile, italienischer Leichtathlet
- 10. September: Jochen Feldhoff, deutscher Handballspieler
- 10. September: Horst-Dieter Höttges, deutscher Fußballspieler († 2023)
- 11. September: Dieter Schubert, deutscher Ruderer
- 12. September: Ralph Neely, US-amerikanischer American-Football-Spieler († 2022)
- 13. September: Jean-Marie Alméras, französischer Automobilrennfahrer und Rennstallbesitzer
- 13. September: Bernd Nielsen, deutscher Handballspieler († 2003)
- 16. September: Olaf von Schilling, deutscher Schwimmer († 2018)
- 19. September: Christl Haas, österreichische Skirennläuferin († 2001)
- 20. September: Tommy Nobis, US-amerikanischer American-Football-Spieler († 2017)
- 24. September: Hannelore Suppe, deutsche Leichtathletin
- 25. September: Willi Entenmann, deutscher Fußballspieler und -trainer († 2012)
- 27. September: Liisa Suihkonen, finnische Skilangläuferin
- 28. September: Traudl Hecher, österreichische Skirennläuferin († 2023)
- 28. September: Win Percy, britischer Automobilrennfahrer
- 29. September: Wolfgang Overath, deutscher Fußballspieler

### Oktober

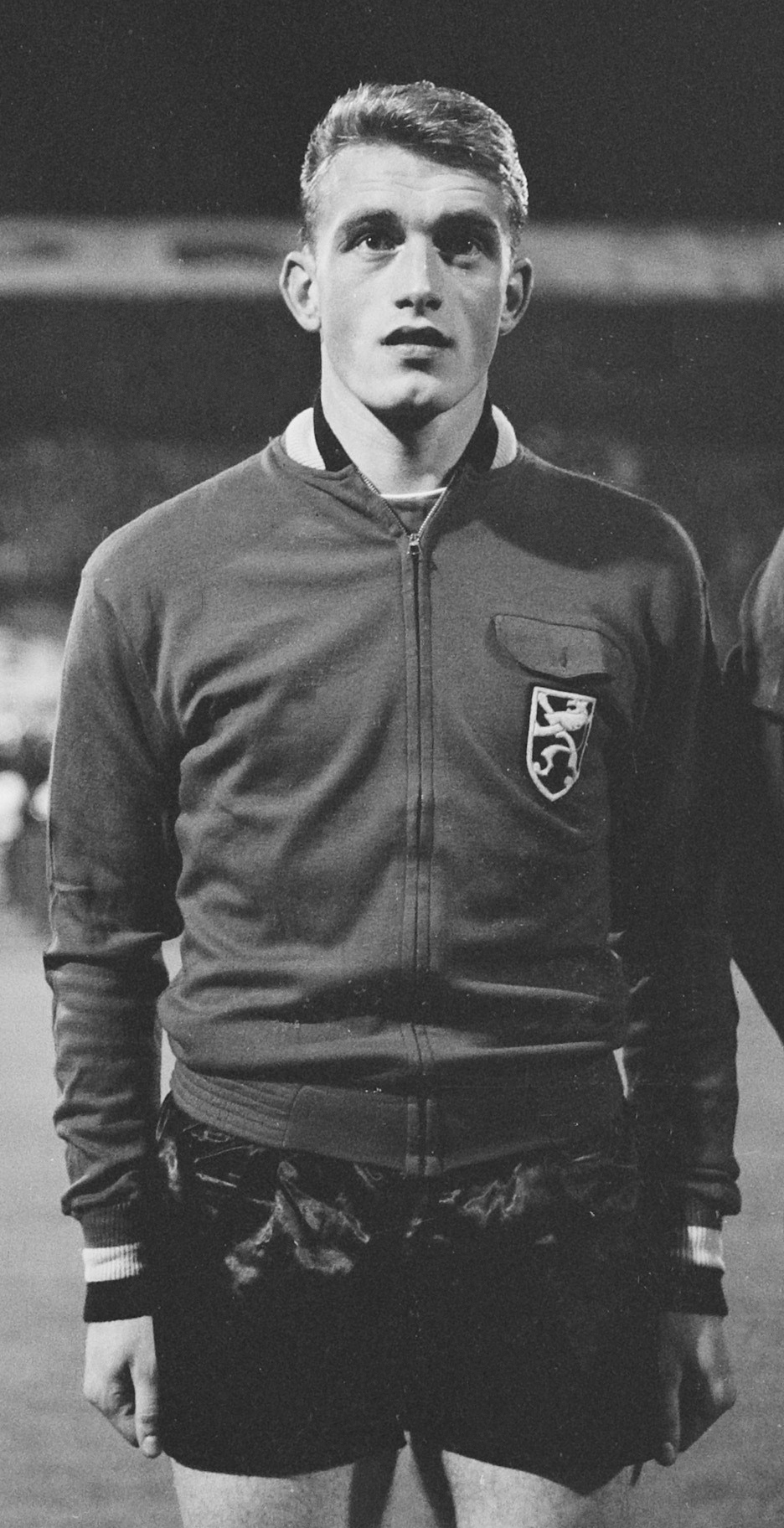
Paul Van Himst

- 01. Oktober: Hartmut Kardaetz, deutscher Rennrodel- und Bobsportfunktionär († 2023)
- 02. Oktober: Paul Van Himst, belgischer Fußballspieler und -trainer
- 04. Oktober: Owen Davidson, australischer Tennisspieler († 2023)
- 06. Oktober: Ottavio Bianchi, italienischer Fußballspieler und -trainer
- 07. Oktober: Gerd Loßdörfer, deutscher Leichtathlet († 2023)
- 08. Oktober: Wolfgang Lakenmacher, deutscher Handballspieler und -trainer († 2023)
- 09. Oktober: Renato Cappellini, italienischer Fußballspieler
- 10. Oktober: Reinhard Libuda, deutscher Fußballspieler († 1996)
- 11. Oktober: Wolfgang Faber, deutscher Gewichtheber
- 12. Oktober: Jakob „Köbi“ Kuhn, Schweizer Fußballtrainer und Fußballspieler († 2019)
- 12. Oktober: Peter Ostermeyer, deutscher Schachspieler
- 12. Oktober: Bertil Roos, schwedischer Automobilrennfahrer († 2016)
- 13. Oktober: Siegfried Kirschen, deutscher Fußballschiedsrichter und -funktionär († 2024)
- 15. Oktober: Milan Damjanović, jugoslawischer Fußballspieler († 2006)
- 19. Oktober: Panagiotis Ikonomopoulos, griechischer Fußballspieler († 2025)
- 24. Oktober: Carlo Senoner, italienischer Skirennläufer
- 26. Oktober: Toni Gruber, deutscher Motorradrennfahrer († 2023)
- 29. Oktober: Norman Hunter, englischer Fußballspieler († 2020)

### November
- 01. November: Alfio Basile, argentinischer Fußballspieler und -trainer
- 01. November: Tom Mack, US-amerikanischer American-Football-Spieler
- 05. November: Rüdiger Henning, deutscher Ruderer († 2024)
- 08. November: Martin Peters, englischer Fußballspieler († 2019)
- 09. November: Karl-Heinz Becker, deutscher Fußballspieler in der DDR-Oberliga
- 12. November: Björn Waldegård, schwedischer Rallyefahrer († 2014)
- 13. November: Roberto Boninsegna, italienischer Fußballspieler Roberto Boninsegna

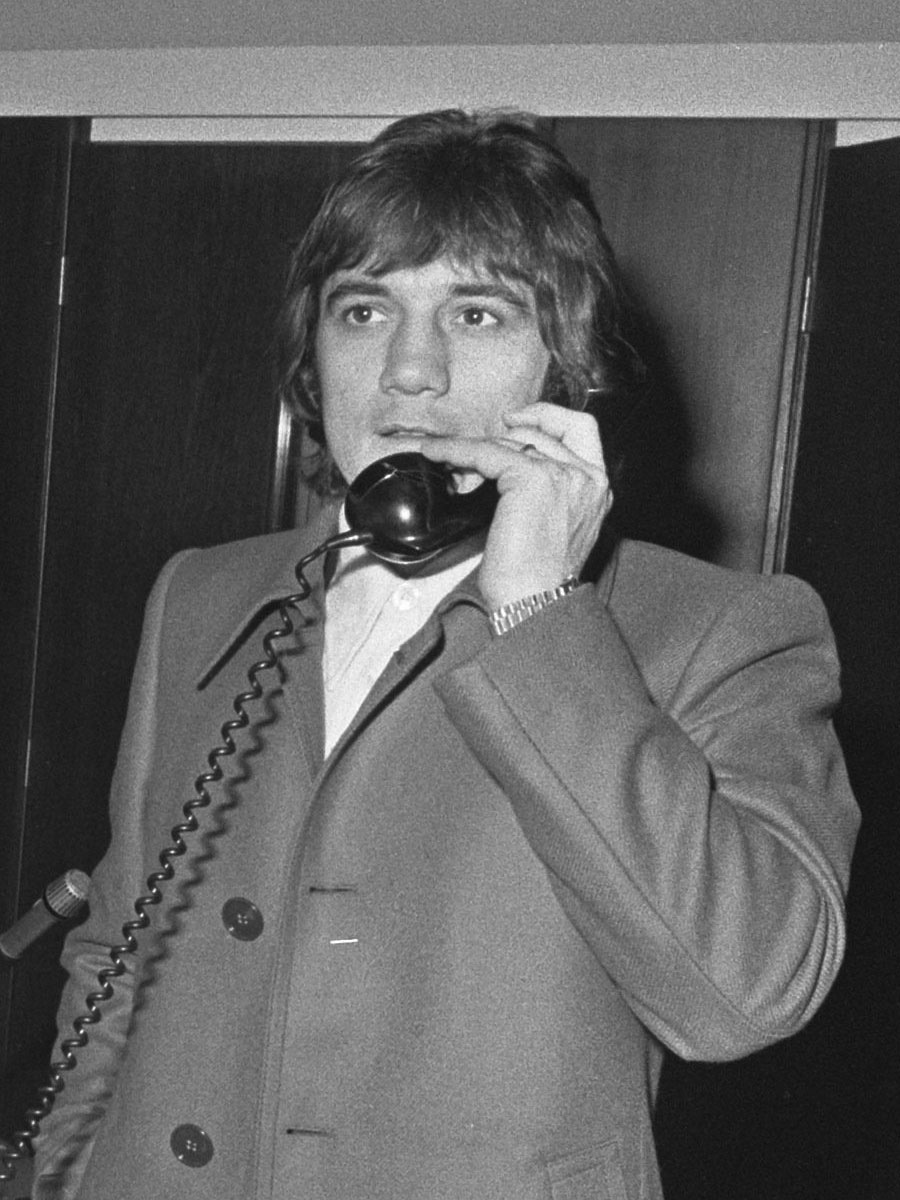
Roberto Boninsegna

- 18. November: Wilfried Micke, deutscher Tischtennisspieler († 2018)
- 21. November: Wiktor Sidjak, sowjetischer Säbelfechter und vierfacher Olympiasieger
- 22. November: Billie Jean King, US-amerikanische Tennisspielerin
- 23. November: Petar Skansi, jugoslawischer Basketballspieler († 2022)
- 25. November: Horst Engel, deutscher Fußballspieler
- 30. November: Rolf Edling, schwedischer Degenfechter
- 000November: Hiroe Amano, japanische Badmintonspielerin

### Dezember

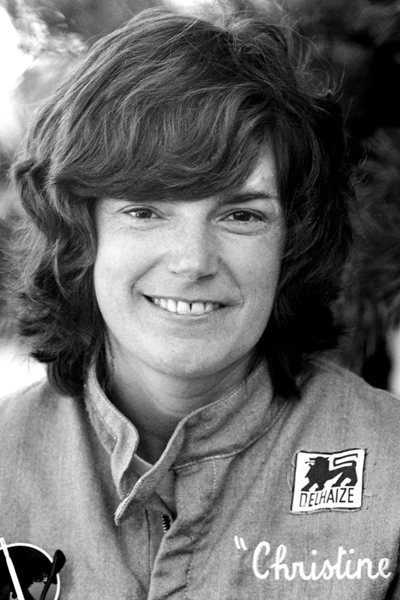
Christine Beckers

- 01. Dezember: Ortrun Enderlein, deutsche Rennrodlerin
- 01. Dezember: Bernd Schmidt, deutscher Fußballspieler († 2024)
- 04. Dezember: Christine Beckers, belgische Automobilrennfahrerin
- 05. Dezember: Alexander Gawrilow, russischer Eiskunstläufer
- 08. Dezember: Bodo Tümmler, deutscher Leichtathlet
- 09. Dezember: Fabián Capot, chilenischer Fußballspieler
- 13. Dezember: Ignacio Calderón, mexikanischer Fußballtorhüter
- 15. Dezember: Txomin Perurena, spanischer Radrennfahrer baskischer Abstammung († 2023)
- 17. Dezember: Kurt Reusch, deutscher Handballtrainer
- 18. Dezember: Javier Álvarez, spanischer Langstrecken- und Hindernisläufer
- 19. Dezember: Martti Laakso, finnischer Ringer
- 25. Dezember: Bill Bowrey, australischer Tennisspieler
- 25. Dezember: Wilson Fittipaldi, brasilianischer Automobilrennfahrer und Teambesitzer († 2024)
- 30. Dezember: Manfred Classen, deutscher Fußballspieler
- 31. Dezember: Horst Heese, deutscher Fußballspieler und -trainer

### Genaues Geburtsdatum unbekannt
- Michael Palme, deutscher Sportjournalist († 2010)
- Péter Rózsás, ungarischer Tischtennisspieler († 2024)

## Gestorben

### Januar
- 01. Januar: John Downes, britischer Segler (* 1870)
- 01. Januar: Willi Reinfrank, deutscher Gewichtheber (* 1903)
- 02. Januar: Léon Johnson, französischer Sportschütze (* 1876)
- 09. Januar: Hans Niggl, Schweizer Leichtathlet (* 1908)
- 18. Januar: Fritz Landertinger, österreichischer Kanute (* 1914)
- 20. Januar: Matsunaga Akira, japanischer Fußballspieler (* 1914)
- 23. Januar: Fritz Pellkofer, deutscher Skilangläufer (* 1902)
- 25. Januar: András Székely, ungarischer Schwimmer (* 1910)
- 29. Januar: Heinz Sames, deutscher Eisschnellläufer (* 1911)
- 30. Januar: Attila Petschauer, ungarischer Fechter (* 1904)

### Februar
- 01. Februar: Foy Draper, US-amerikanischer Leichtathlet (* 1913)
- 03. Februar: Walter Flinsch, deutscher Ruderer (* 1903)
- 03. Februar: Helmuth Naudé, deutscher Moderner Fünfkämpfer (* 1904)
- 09. Februar: Johann Wilhelm Trollmann, deutscher Boxer (* 1907)
- 14. Februar: Oscar Friede, US-amerikanischer Tauzieher (* 1881)
- 15. Februar: Józef Noji, polnischer Leichtathlet (* 1909)
- 16. Februar: Yngve Holm, schwedischer Segler (* 1895)
- 17. Februar: Herman d’Oultremont, belgischer Springreiter (* 1882)
- 22. Februar: Frank Cuhel, US-amerikanischer Leichtathlet (* 1904)
- 23. Februar: Xaver Hörmann, deutscher Kanute (* 1910)
- 27. Februar: Fritz Fleischer, österreichischer Leichtathlet (* 1894)
- 27. Februar: Karl Gall, österreichischer Fußballspieler (* 1905)

### März
- 03. März: Ludwig Leinberger, deutscher Fußballspieler (* 1903)
- 06. März: Hans Maier, deutscher Ruderer (* 1909)
- 07. März: Virgile Gaillard, französischer Fußballspieler (* 1877)
- 07. März: Akilles Järvinen, finnischer Leichtathlet (* 1905)
- 08. März: Léon Thiébaut, französischer Fechter (* 1878)
- 13. März: Edward Wennerholm, schwedischer Turner (* 1890)
- 15. März: Martial Van Schelle, belgischer Schwimmer (* 1899)
- 20. März: Judikje Simons, niederländische Turnerin (* 1904)
- 22. März: Hans Woellke, deutscher Leichtathlet (* 1911)
- 21. März: Michelangelo Bernasconi, italienischer Ruderer (* 1901)
- 24. März: George Hillyard, britischer Tennisspieler (* 1864)

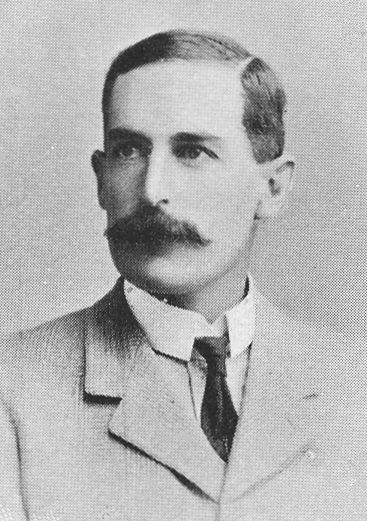
George Hillyard († 24. März)

- 25. März: Hans von Tschammer und Osten, deutscher Reichssportführer (* 1887)
- 26. März: Jacob van Moppes, niederländischer Ringer (* 1876)

### April
- 03. April: Josef Genschieder, österreichischer Radrennfahrer (* 1915)
- 04. April: Hans Eller, deutscher Ruderer (* 1910)
- 09. April: James Ashcroft, englischer Fußballtorhüter (* 1878)
- 10. April: Andreas Faehlmann, estnischer Segler (* 1898)
- 12. April: Henry Murray, neuseeländischer Leichtathlet (* 1886)
- 21. April: James Adams, schottischer Fußballspieler und -schiedsrichter (* 1864)
- 29. April: Karel Koldovský, tschechoslowakischer Skispringer (* 1898)

### Mai
- 02. Mai: Xenophon Kasdaglis, griechisch-britischer Tennisspieler (* 1880)
- 03. Mai: Harold Arminius Miller, US-amerikanischer Rennwagen- und -motorenkonstrukteur (* 1875)
- 04. Mai: Georges Yvan André, französischer Leichtathlet (* 1889)
- 05. Mai: Väinö Heikkilä, finnischer Langstreckenläufer (* 1888)
- 07. Mai: Keith Birlem, US-amerikanischer American-Football-Spieler und Soldat (* 1915)
- 07. Mai: Frank Greer, US-amerikanischer Ruderer und Rudertrainer (* 1879)
- 15. Mai: Rudolf van der Haar, niederländischer Hockeyspieler (* 1913)
- 23. Mai: Milutin Ivković, jugoslawischer Fußballspieler (* 1906)
- 27. Mai: Adolf Urban, deutscher Fußballspieler (* 1914)

### Juni
- 03. Juni: Nels Nelsen, kanadischer Skispringer norwegischer Herkunft (* 1894)
- 06. Juni: Frans-Albert Schartau, schwedischer Sportschütze (* 1877)
- 10. Juni: Josef Německý, tschechoslowakischer Skilangläufer und Leichtathlet (* 1900)
- 12. Juni: Eigil Kragh Christiansen, norwegischer Segler (* 1894)
- 14. Juni: Louis Napoléon Murat, französischer Reiter (* 1872)
- 15. Juni: Vilém Goppold von Lobsdorf, böhmisch-tschechoslowakischer Fechter (* 1869)
- 20. Juni: Lucien Démanet, französischer Turner (* 1874)
- 20. Juni: Freddie Tomlins, britischer Eiskunstläufer (* 1919)
- 28. Juni: Ladislav Vácha, tschechoslowakischer Turner (* 1899)
- 30. Juni: Donald Unger, Schweizer Eishockeyspieler (* 1894)

### Juli
- 02. Juli: Valdemar Bøggild, dänischer Turner (* 1883)
- 02. Juli: Helena Nordheim, niederländische Turnerin (* 1903)
- 03. Juli: Lucienne Rouet, französische Schwimmerin (* 1901)
- 08. Juli: Émile Rumeau, französischer Sportschütze (* 1878)
- 09. Juli: Isidor Goudeket, niederländischer Turner (* 1883)
- 09. Juli: Mozes Jacobs, niederländischer Turner (* 1905)
- 10. Juli: Heinrich Bender, deutscher Ruderer und Rugby-Union-Spieler (* 1902)
- 11. Juli: Ludwig Schweickert, deutscher Ringer (* 1915)
- 14. Juli: Luz Long, deutscher Leichtathlet (* 1913)
- 21. Juli: Charles Paddock, US-amerikanischer Leichtathlet (* 1900)
- 23. Juli: Anna Polak, niederländische Turnerin (* 1906)
- 27. Juli: Herbert Roper Barrett, britischer Tennisspieler (* 1873)
- 27. Juli: Alfred Fentiman, britischer Radrenn- und Motorbootfahrer (* 1867)

### August
- 01. August (vermisst seit): Arthur Knautz, deutscher Feldhandballspieler (* 1911)
- 10. August: Axel Runström, schwedischer Wasserballspieler und Wasserspringer (* 1883)
- 11. August: Werner Spannagel, deutscher Boxer (* 1909)
- 13. August: Antonio Marovelli, italienischer Turner (* 1896)
- 26. August: Ted Ray, britischer Golfspieler und zweifacher Major-Sieger (* 1877)
- 28. August: George Underwood, US-amerikanischer Leichtathlet (* 1884)
- 30. August: René Féger, französischer Leichtathlet (* 1904)
- 30. August: Eddy de Neve, niederländischer Fußballspieler (* 1885)
- 31. August: Karl Stadel, deutscher Turner (* 1916)

### September
- 01. September: Karl Aas, norwegischer Turner (* 1899)
- 02. September: Ernest Ebbage, britischer Tauzieher (* 1873)
- 06. September: Dé Kessler, niederländischer Fußballspieler (* 1891)
- 09. September: Fernand Gabriel, französischer Automobilrennfahrer (* 1878)
- 11. September: Farid Simaika, ägyptisch-US-amerikanischer Wasserspringer (* 1907)
- 13. September: Rudolf Ramseyer, Schweizer Fußballspieler (* 1897)
- 13. September: Heinrich Wenseler, deutscher Sprinter (* 1891)
- 14. September: Ernst Linder, schwedischer Dressurreiter (* 1868)
- 17. September: Estella Agsteribbe, niederländische Kunstturnerin (* 1909)
- 22. September: Hans Pedersen, dänischer Turner (* 1887)
- 25. September: Alexander Hall, kanadischer Fußballspieler (* 1880)

### Oktober
- 05. Oktober: Bruno Vattovaz, italienischer Ruderer (* 1912)
- 07. Oktober: Archibald Warden, schottischer Tennisspieler (* 1869)
- 08. Oktober: Frans Heikkinen, finnischer Skilangläufer (* 1906)
- 10. Oktober: John Jansson, schwedischer Wasserspringer (* 1892)
- 10. Oktober: Frits Kuipers, niederländischer Fußballspieler (* 1899)
- 11. Oktober: Louis Balbach, US-amerikanischer Wasserspringer (* 1896)
- 12. Oktober: Otto Aust, schwedischer Segler (* 1892)
- 17. Oktober: Virgilius Altmann, österreichischer Radrennfahrer (* 1913)
- 21. Oktober: Pedro Mendy, uruguayischer Fechter (* 1872)
- 21. Oktober: Robin Welsh, britischer Rugby-Union- und Curlingspieler (* 1869)
- 22. Oktober: Bertrand de Faucigny-Lucinge, französischer Automobilrennfahrer (* 1898)
- 28. Oktober: Ivan Riley, US-amerikanischer Leichtathlet (* 1900)
- 31. Oktober: Georg Gehring, deutscher Ringer (* 1903)

### November
- 01. November: Paul Beulque, französischer Wasserballspieler (* 1877)
- 09. November: Hermann Lemp, deutscher Moderner Fünfkämpfer (* 1914)
- 09. November: Stefan Fryc, polnischer Fußballspieler (* 1894)
- 09. November: George de Relwyskow, britischer Ringer (* 1887)
- 11. November: Alfred Sauer, US-amerikanischer Fechter (* 1880)
- 12. November: Lajos Werkner, ungarischer Fechter (* 1883)
- 16. November: Anton Gustafsson, schwedischer Tauzieher, Kugelstoßer und Gewichtheber (* 1877)
- 17. November: Bertrand Turnbull, walisischer Hockeyspieler (* 1887)
- 20. November: Rémi Weil, französischer Wasserspringer und Schwimmer (* 1899)
- 25. November: John Buchanan, britischer Segler (* 1884)
- 30. November: Emil Kellenberger, Schweizer Sportschütze (* 1864)
- 30. November: Hugo Väli, estnischer Fußballspieler (* 1902)

### Dezember
- 01. Dezember: Amos Arbour, kanadischer Eishockeyspieler (* 1895)
- 01. Dezember: Laurence Bond, britischer Leichtathlet (* 1905)
- 02. Dezember: Walther Meienreis, deutscher Fechter (* 1877)
- 02. Dezember: Jaap Meijer, niederländischer Radrennfahrer (* 1905)
- 07. Dezember: Georges Tainturier, französischer Fechter (* 1890)
- 10. Dezember: Olaf Sletten, norwegischer Sportschütze (* 1886)
- 12. Dezember: Frederick Habberfield, britischer Radrennfahrer (* 1895)
- 18. Dezember: Viktor Flessl, österreichischer Ruderer (* 1898)
- 29. Dezember: Maurice Hemelsoet, belgischer Ruderer (* 1875)
- 31. Dezember: Bruno Neumann, deutscher Vielseitigkeitsreiter (* 1883)

### Datum unbekannt
- Isakas Anolikas, litauischer Radrennfahrer (* 1903)
- Hayri Arsebük, türkischer Basketballspieler (* 1915)
- Adam Baworowski, österreichisch-polnischer Tennisspieler (* 1913)
- Paul de Graffenried, Schweizer Fechter (* 1900)
- Johann Langmayr, österreichischer Leichtathlet (* 1910)
- Ioannis Persakis, griechischer Leichtathlet (* 1877)
- Menelaos Sakorafos, griechischer Säbelfechter und Ruderer (* 1870)
- Ede Tóth, ungarischer Tennisspieler (* 1884)
- Gottlob Walz, deutscher Wasserspringer (* 1881)
- Ernst Winter, deutscher Gerätturner (* 1907)
- Jan Zybert, polnischer Radrennfahrer (* 1908)